# チゴユリ
チゴユリ（稚児百合、学名：Disporum smilacinum）はチゴユリ属の多年草。

## 特徴
東アジアの日本・中国・朝鮮にかけて分布し、日本国内では全国で見られる。落葉樹林の木陰に生える。高さ15-30 cm。球根はなく、白くてやや太い地下茎を持つ。花期は4-6月で、茎の先端に1 cmほどの白い花を一つ咲かせ、花後に黒色の液果をつける。
種子繁殖のほか、地上茎基部に生ずる地下茎により無性繁殖する。無性繁殖は親に当たる地上茎が枯れた後に地下茎の先に新しい地上茎（子）が生じるため、毎年あたらしい地上茎が出現する。このような生活史を「擬似一年草」と呼ぶ。地下茎には長短の二型があるとされる。親地上茎は冬期に枯れて地下茎による接続が切れてしまうので、各地上茎は独立して存在する。
和名の由来は、小さくて可愛らしいことから「稚児ユリ」と呼ばれる。
- 花
- 黒色の液果と種子

## 栽培
主として葉に斑模様が入る突然変異個体を対象に収集・栽培がされている。

## 種の保全状況評価
日本の以下の都道府県でレッドリストの指定を受けている。
- 絶滅寸前または絶滅危惧種（絶滅危惧I類、CRまたはEN） - 佐賀県、鹿児島
- 危急種（VU） - 長崎県